# Манна небесная

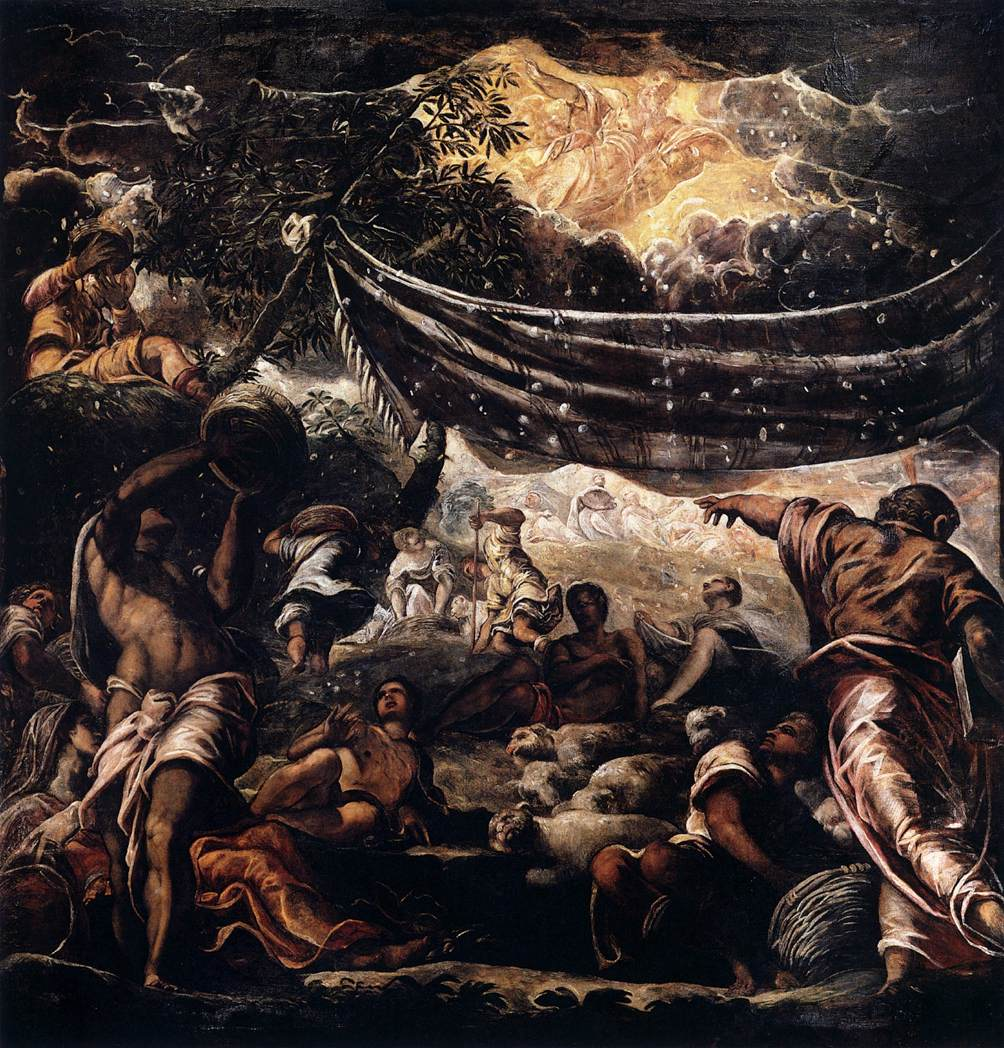
Тинторетто. Сбор Манны Небесной

Ма́нна небесная (арам. מן) — согласно Библии, пища, которой Бог кормил Моисея и его соплеменников во время 40-летних скитаний после исхода из Египта.
Когда в Израиле закончился весь хлеб, взятый с собой из Египта, Бог послал им пищу, выглядящую как белые маленькие крупинки или похожую на мелкий град. «Манна же была подобна кориандровому семени, видом, как бдолах». (Чис. 11:7) Название «манна» этот хлеб получил, потому что когда евреи увидели его в первый раз, то спрашивали друг друга: «ман-ху?» («что это?»), Моисей ответил: «Это хлеб, который Господь дал вам в пищу». Манна покрывала утром землю вокруг еврейского стана во всё время их путешествия каждый день, кроме субботы.
Сбор манны происходил по утрам, так как к полудню она таяла под лучами солнца. Согласно аггаде, поедая манну, юноши чувствовали вкус хлеба, старики — вкус мёда, дети — вкус масла.
Манна хранилась вместе с расцветшим посохом Аарона и Скрижалями Завета в Ковчеге завета, находившимся в Святая святых Иерусалимского Храма (Евр. 9).
Манна также упоминается в Коране в суре Аль-Бакара.

## Происхождение
Некоторые исследователи пытались найти естественнонаучное объяснение манны. В силу краткости упоминания однозначно сказать, о каком именно веществе идёт речь в Библии, невозможно.
Есть несколько предположений о происхождении предания о манне. В частности, весьма распространена «лишайниковая» версия происхождения.

Аэрофи́ты (от др.-греч. ἀήρ (аеr) — воздух и φυτόν (phyton) — растение) — в узком значении: категория растений, у которых все органы находятся в воздушной среде и получают влагу и необходимые для жизнедеятельности питательные вещества из воздуха. <…> Среди лишайников-аэрофитов примечательна так называемая «лишайниковая манна» (виды рода Aspicilia): её слоевища съедобны; не закреплённые на чём-либо, они могут переноситься ветром на многие километры. Возможно, она послужила основанием для библейского предания о манне небесной.— Аэрофиты
Также есть версия, что «тающая с восходом солнца» манна — это загустевшие капли сока, выделяемые растением тамариск и перерабатываемые видом тли, живущей на Синае.

В 1823 году немецкий ботаник Г. Эренберг опубликовал статью «Symbolae Physicae», которую даже его коллеги восприняли с недоверием. Его объяснения, по-видимому, требовали от людей слишком многого, а именно: поверить, что эта пресловутая манна — не что иное, как секреция, выделяемая тамарисковыми деревьями и кустами, когда на них нападает определённый вид тли, обнаруженной на Синае. <…> Эти маленькие насекомые живут главным образом за счет тамариска — местной разновидности деревьев на Синае. Они выделяют особую смолистую секрецию, которая, по словам Боденхаймера, по форме и размерам напоминает зернышко кориандра. Когда она падает на землю, то имеет белый цвет, который через некоторое время меняется на желто-коричневый. <…> По мнению Боденхаймера, «у этих кристаллических зерен манны специфически сладкий вкус. Больше всего это похоже на вкус меда, когда он уже засахарился после долгого хранения». <…> И сейчас точно таким же образом бедуины Синайского полуострова спешат собрать по утрам как можно раньше эту «Mann es-Sama» — «манну небесную», торопясь опередить жестоких конкурентов-муравьев. В отчете экспедиции говорится: «Они начинают собирать манну, когда температура почвы достигает 21 градуса по Цельсию — это происходит около 8-30 утра. До этого времени насекомые малоактивны». Как только муравьи начинают оживляться, манна исчезает. Должно быть, то же самое имелось в виду, когда в Библии говорится, что манна «таяла». Бедуины предусмотрительно не забывают тщательно закрывать горшки, в которые они собирают манну, чтобы муравьи не набросились на неё. Точно так же было и в дни Моисея во времена пребывания израильтян в пустыне: «Но не послушали они Моисея, и оставили от сего некоторое до утра, — и завелись черви…»— Вернер Келлер

### В Исламе
Что касается исламской традиции, то в Коране говорится:

Мы осенили вас облаками и ниспослали манну и перепелов: «Вкушайте блага, которыми Мы наделили вас». Они не были несправедливы по отношению к Нам — они поступали несправедливо лишь по отношению к себе.

 — Сура аль-Бакара, аят 57.
Шейх муфассир Абдур-Рахман ас-Саади прокомментировал:

Всевышний напомнил сынам Исраила о милости, которая была оказана им, когда они находились в пустыне, где не было ни тени, ни пропитания. Аллах осенил их облаками и одарил их манной и перепелами. Манной называются любые продукты питания, которые можно добыть без особого труда, такие как имбирь, грибы или хлеб. А перепела — это небольшие птицы с нежным и вкусным мясом. Аллах ниспосылал им столько манны и перепелов, сколько было необходимо для их нормального обеспечения. Такие блага не были дарованы даже жителям самых богатых городов, однако сыны Исраила не возблагодарили Аллаха за эти щедроты, не избавились от жестокосердия и продолжали совершать всевозможные грехи. Они не обижали Аллаха, когда ослушались Его повелений, поскольку непокорность грешников не причиняет Ему никакого вреда, равно как и повиновение праведников не приносит Ему никакой пользы. Они поступали несправедливо только по отношению к себе, поскольку их злодеяния оборачивались против них самих.

## Значение
Блага, полученные ни за что, как бы «упавшие с неба». Это выражение породило другие: «ждать как манну небесную» — ожидать нечто с нетерпением; «ждать манну небесную» — надеяться, что дело сделается само собою; «манной небесной питаться» — жить впроголодь, случайными заработками.